# Церковь Флора и Лавра (Кунича)
Церковь Святых Мучеников Флора и Лавра — храм Кишинёвской и всея Молдавии епархии Русской православной старообрядческой церкви в селе Кунича Флорештского района Молдавии.

## История
Первые старообрядцы переселились в село Кунича в 1723—1724, которое тогда стояло покинутым. В 1767 году из России прибыла вторая волна поселенцев. Уже в 1781 году упоминается храм Флора и Лавра. В 1805 году к нему был пристроен алтарь. После присоединения Бессарабии к России в 1812 году, Александр I подтвердил право старообрядцев Куничи на проведения богослужений. До 1836 года община имела собственного священника. Упоминаются  о. Димитрий, о. Герасим, о. Федор, о. Тимофей, о. Еуфимий, о. «Епсифий», о. Стефан, о. Никита, о. Алексей, о. Иосиф.
В 1858 году священником стал о. Иерофей Макаров, который служил в храме до 1890-х годов. Также служили о. Кирил Масляев (до 1862), о. Ерофей Макаров (1862—1901), о. Карп Белов (1901—1936), о. Исидор Лепилов (1936—1944), о. Дорофей Федорчуков (1944—1948), о. Сергий Макаров (1944—1948), о. Софроний Череватов (1948—?). В 1920-х годах в селе также постоянно проживал епископ Иннокентий (Усов). В 1966 году во иереи был рукоположен Иоанн Андроников (с 1986 — протоиерей), прослуживший настоятелем храма до своей смерти в 2010 году. В том же году настоятелем стал иерей Стефан Еремеев, скончавшийся в августе 2020 года. В декабре 2021 года для храма рукоположен священник Виссарион Макаров.